# Аль-Мустакфи Биллах ибн Ахмад
Абу ар-Раби‘ аль-Мустакфи Биллах Сулейман ибн Ахмад (араб. أبو الربيع المستكفي بالله سليمان بن أحمد‎; 23 марта 1285 г. — февраль 1340 г.) — третий аббасидский халиф, находившийся в Каире под властью мамлюкского султаната между 1302 и 1340 годами.

## Биография
В его правление был завоёван остров Арвад на побережье Леванта напротив города Тартус и спасены от крестоносцев последние позиции султаната в Леванте. Во второй половине месяца шаабан 1302 года стали прибывать наместники из Египта, а монголо-татарские отряды стали течь в страны. Армия бежала из Алеппо и Хамы в сторону Дамаска, а монголо-татары прибыли в Хомс и Баальбек, и встретили шейха Ибн Таймию с солдатами Хамы, бегущими в Катифу. Аль-Асакир вышел из Дамаска 24 шабана и расположился лагерем в аль-Касве, чтобы избежать жертв среди населения в Дамаске, а также потому, что на поле битвы было слишком много воды. Из Египта пришла армия во главе с халифом аль-Мустакфи и султаном ан-Насиром Мухаммадом ибн Калавуном. Во вторую субботу рамадана эти армии встретились в Мардж ас-Сафаре.
Перед смертью аль-Мустакфи Биллах назначил наследником своего сына Абу-ль-Касима Ахмада в присутствии правителя Куса и свидетелей. Однако султан ан-Насир не учёл этого, и после четырехмесячного перерыва назначил Абу Исхака Ибрахима халифом с титулом аль-Васик Биллах. Однако незадолго до своей смерти султан ан-Насир позволил Абу-ль-Касиму Ахмаду взойти на престол с титулом аль-Хаким Биамриллах, а сменивший ан-Насира султан Абу Бакр аль-Мансур объявил его халифом.